# Transformers (serial animowany)
Transformers, Transformery – amerykańsko-japoński serial animowany z 1984 dziejący się w uniwersum Transformers.
W Polsce, odcinki zostały wydane na kasetach VHS przez Demel International w 1992.

## Opis fabuły
Serial opowiada historię dwóch zwaśnionych frakcji: Autobotów pod przywództwem Optimusa Prime'a oraz Decepticonów pod wodzą Megatrona, które walczą między sobą od milionów lat. Początkowo wojna toczyła się na ich rodzinnej planecie – Cybertronie, lecz w wyniku wypadku została ona przeniesiona na Ziemię.
Katastrofa kosmiczna powoduje, że obie strony konfliktu rozbijają się na trzeciej planecie Układu Słonecznego i następnie zapadają w uśpienie na kilka milionów lat. Ponowna aktywacja następuje dopiero w latach 80. XX wieku. Celem Deceptikonów jest podporządkowanie sobie ziemskich surowców energetycznych. Natomiast Autoboty przeciwstawiają się im i stają w bronie Ziemian. Jednak obu stronom przyświeca ta sama idea – znalezienie źródła energii dla ich ojczystego świata.

## Obsada
- Frank Welker – Megatron, Soundwave, Skywarp, Galvatron, Trailbreaker, Mirage, Teletraan II, Sludge, Mixmaster, Frenzy, Ravage, Rumble, Chromedome
- Peter Cullen – Optimus Prime, Ironhide, Slugslinger
- Corey Burton – Spike Witwicky, Shockwave, Sunstreaker, Brawn,
- Christopher Collins – Starscream, Wheeljack, Sparkplug Witwicky, Skullcruncher, Reflector, Laserbeak,
- John Stephenson – Thundercracker, Windcharger, Huffer
- Jack Angel – Ultra Magnus, Cyclonus, Smokescreen, Astrotrain, Arcana
- Dan Gilvezan – Bumblebee
- Michael Bell – Prowl, Scrapper, Sideswipe, Swoop, Bombshell, Brainstorm
- Casey Kasem – Teletraan I, Cliffjumper, Bluestreak
- Don Messick – Ratchet, Scavenger, Gears
- Neil Ross – Springer, Slag, Hook, Bonecrusher
- Gregg Berger – Grimlock, Skyfire, Long Haul
- Scatman Crothers – Jazz
- Michael Chain – Hoist
- Ken Sansom – Hound
- Stan Jones – Scourge
- Roger C. Carmel – Unicron
- Susan Blu – Arcee
- Paul Eiding – Perceptor
- Dick Gautier – Hot Rod
- Buster Jones – Blaster
- Victor Caroli – narrator
- Hal Rayle – Snarl, Shrapnel
- Alan Oppenheimer – Beachcomber, Seaspray, Breakdown, Warpath
- Clive Revill – Kickback
- Arthur Burghardt – Devastator
- Peter Renaday – Grappld